# Muhammad al-Muwaylihî
Muhammad al-Muwaylihî, né en 1858 et mort en 1930, est un écrivain égyptien d'expression arabe.
Il a écrit Hadîth Isâ Ibn Hishâm (Ce que conta Isâ Ibn Hishâm, 2005) qui sera tout d’abord publié en feuilleton dans le journal appartenant à son père (1898-1902), puis en un seul volume en 1907. Le titre est emprunté à un personnage des maqâma de al-Hamadhânî. Le protagoniste principal est un pacha de l’époque de Muhammad ‘Alî, ressuscité au milieu du XIXe siècle. Un jeune lettré du Caire, Isâ Ibn Hishâm, le fait voyager dans les couches de la société cairote. Les institutions et les différents milieux sont décrits avec ironie, que ce soient la bourgeoisie nouvelle qui singe les mœurs occidentales sans les avoir assimilées, ou la Justice corrompue. Ensuite, les deux personnages partent visiter l’Europe et l’Exposition universelle de Paris, décrite avec précision. Bien que son style soit traditionnel et sa prose souvent rimée, l’originalité du thème et de la construction en fait une œuvre charnière dans la littérature arabe.